# 蕪菁甘藍
蕪菁甘藍（學名：Brassica napobrassica），又名蔓菁甘蓝、瑞典蕪菁、洋芜菁、洋蔓菁、卜留克（羅馬化：bryukva），是源自於捲心菜及蕪菁的一種根莖類蔬菜。根可以有多種煮法，葉子當為葉菜類般食用。

## 歷史

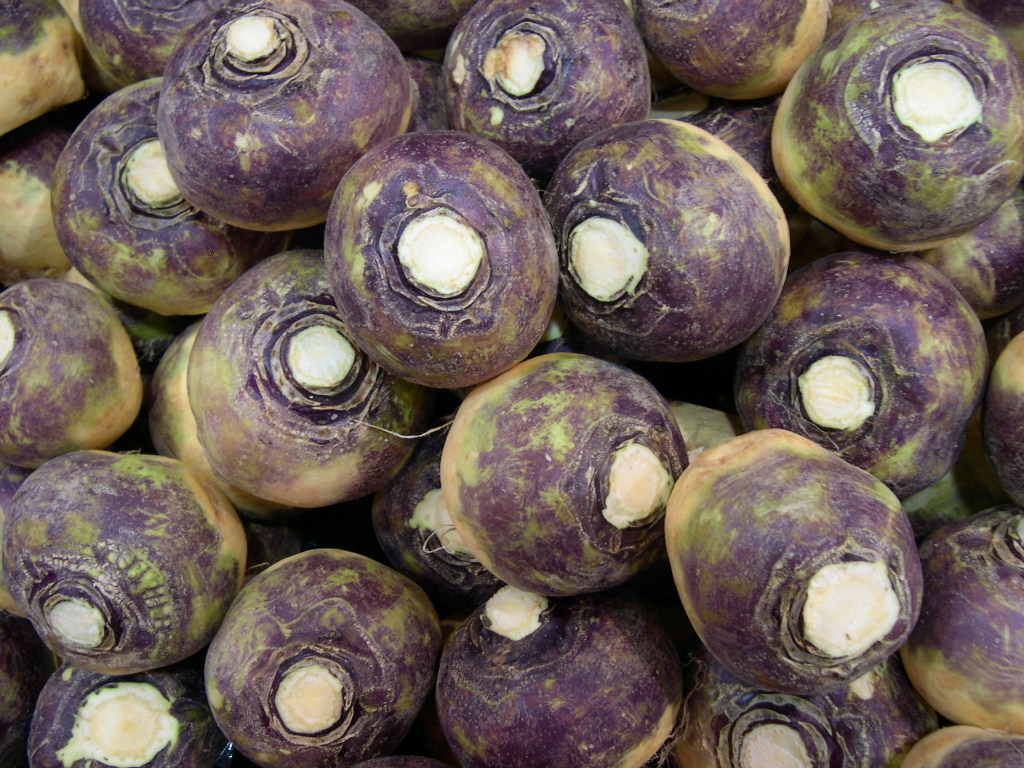
蕪菁甘藍的根。

蕪菁甘藍最早是由加斯柏·鮑欣（Gaspard Bauhin）於1620年所記載，提述它們在瑞典的野外生長。它們一般被認為是源自斯堪地那維亞或俄羅斯。有記錄指早於1669年蕪菁甘藍就已經在英格蘭的皇家花園出現。它們於1700年在法國出現。約翰·辛克萊爾爵士（Sir John Sinclair）指約於1781年至1782年間它們被引進到蘇格蘭，期後於1790年被廣泛引進到英格蘭。它們於19世紀初被帶到北美洲，約於1817年在伊利諾伊州種植。
1753年，卡爾·林奈將蕪菁甘藍命名為甘藍的變種。期後它們被移至其他物種的變種或亞種。於1768年，蘇格蘭植物學家菲利普·米勒將蕪菁甘藍提升為物種層級，並一直沿用至今。

## 煮食及用途
芬蘭人食用蕪菁甘藍比其他根莖類蔬菜還多，也有多種煮食方法，包括烤、聖誕節菜色的主要材料、湯的調味料、沙拉、焗及蒸。

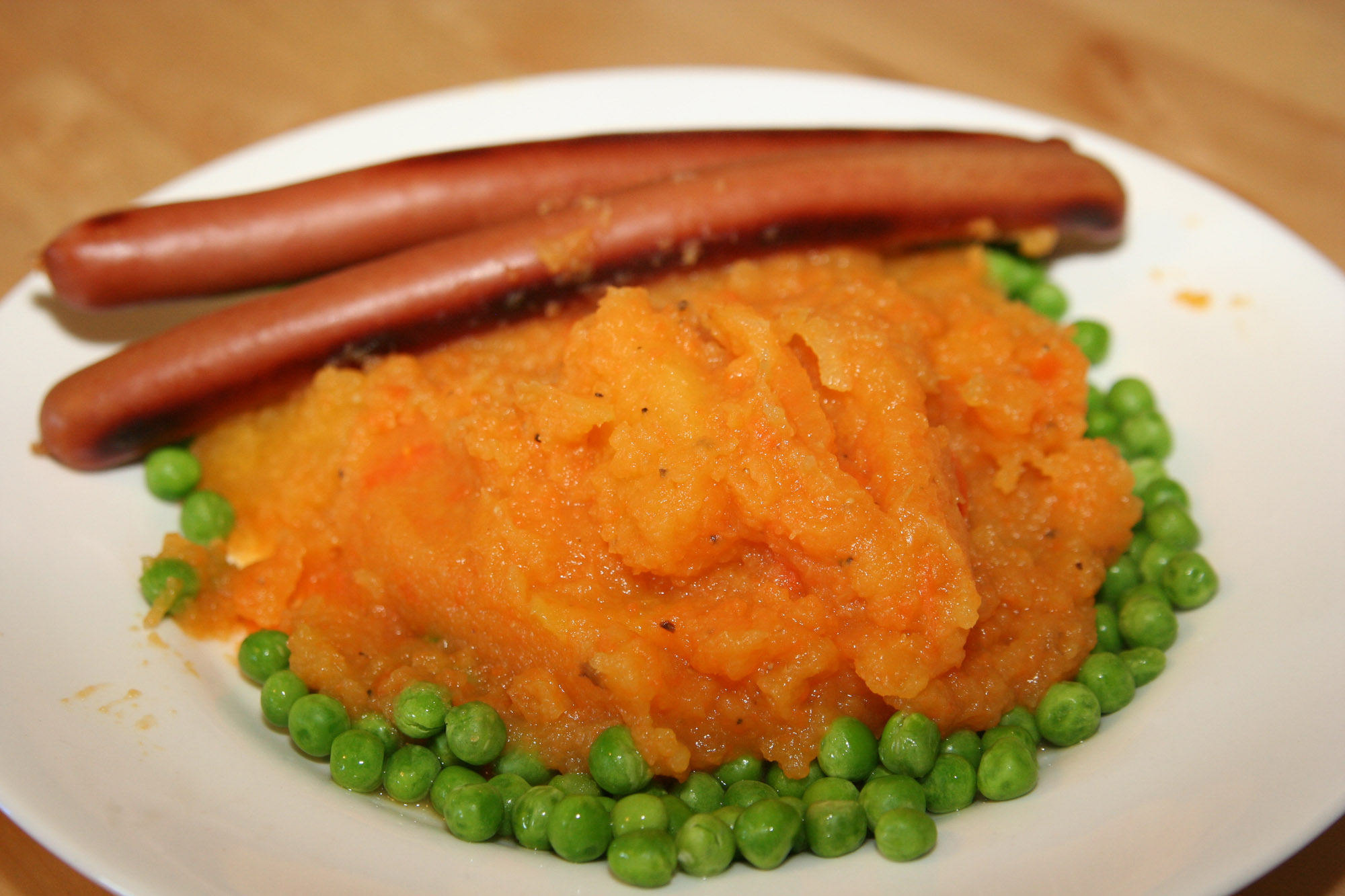
蕪菁甘藍茸。

瑞典及挪威人會將蕪菁甘藍與馬鈴薯一同煮食，有時也會加入胡蘿蔔來調色，再與牛油及奶油或奶攪拌成蓉。也可以加入洋蔥。這種菜色在挪威會伴多個節慶菜色。在威爾斯也有相似的菜色。
蘇格蘭人會將蕪菁甘藍及馬鈴薯分開蒸熟及磨蓉，作為彭斯晚餐主菜肉餡羊肚的伴碟。於萬聖節，蕪菁甘藍會被製作為燈籠。在英國約克郡及林肯郡，蕪菁甘藍可以與甘荀一起磨蓉作為星期日烤肉的一部份。
在加拿大，蕪菁甘藍可以作為肉糜及聖誕蛋糕的餡料。

## 藥物化學
蕪菁甘藍及其他內含氰基糖的食物，如木薯、玉米、筍、番薯及小萊豆，是會釋放氰化物。氰化物後來會脫毒成為硫氰酸鹽。硫氰酸鹽可以抑制甲狀腺碘化物的轉送，高劑量時更會在甲狀腺組織內與碘化物競逐有機化過程。當攝取硫氰酸鹽過於碘化物時，就有可能引致甲狀腺腫。蕪菁甘藍內含約1%的葡萄糖异硫氰酸盐，是其苦味的原因，但未有證據顯示攝取葡萄糖异硫氰酸盐對人體有害。
從蕪菁甘藍煶取的幾種植物抗毒素可以幫助抵抗植物病原體。

## 外部連結
- Alternative Field Crops Manual （页面存档备份，存于）
- Formula for Life